# Galea (přilba)

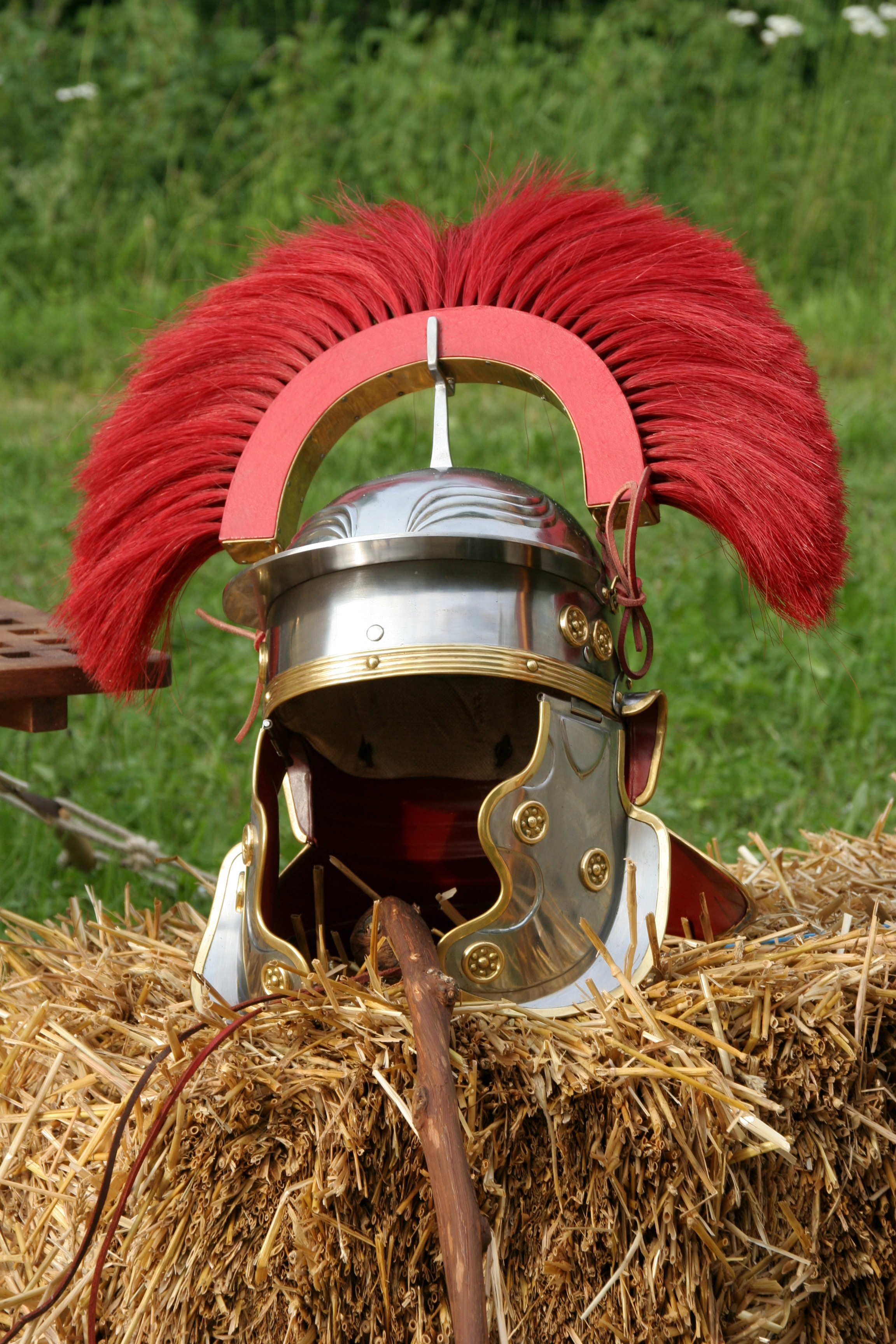
Moderní rekonstrukce centurionské Galey, 1. století

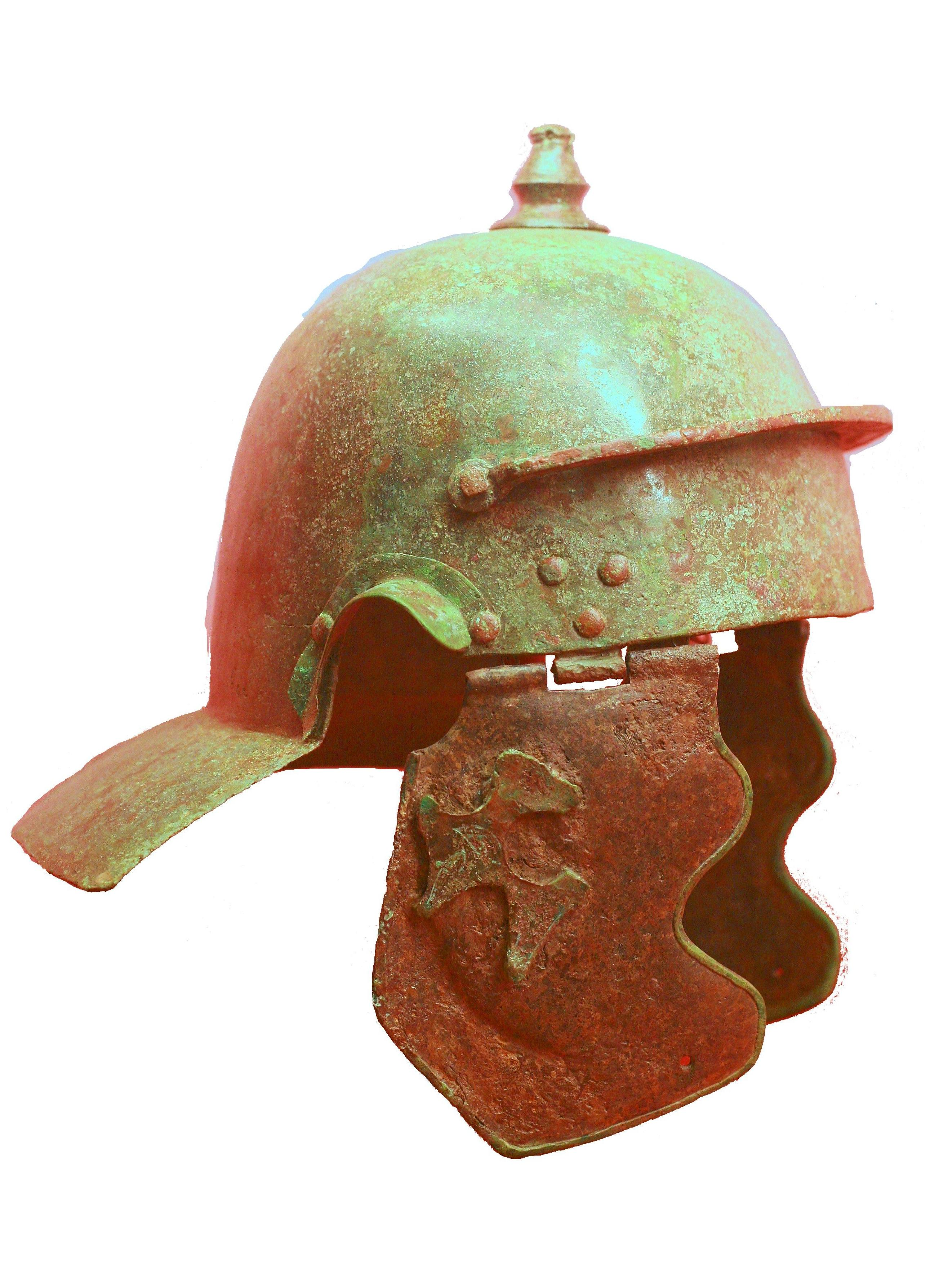
Galea, typ Weissenau, 1. století n. l. (Carnuntum)

Galea (galská helma) byla římská vojenská přilba a součást římské uniformy v 1. až 3. století našeho letopočtu.
Římané už od nejstarších dob používali vedle řeckých přileb i přilby převzaté od Galů (ti přilby používali jen zřídka, byla to spíš výsada náčelníků). V 1. století př. n. l. byly řecké postupně galskými přilbami vytlačeny. Byly to hlavně typy Montefortino a Coolus, přičemž Coolus byl první železnou římskou přilbou. Právě z něj se vyvinula císařská galská přilba, Galea.
Galea začátkem 1. století n. l. postupně vytlačila všechny ostatní legionářské přilby. Na rozdíl od přilby Coolus měla Galea delší chránič krku, zaoblenější lícnice a později i měděné dekorace a ornamenty. Vedle železných Galeí se vyskytovaly i měděné typy, přičemž se předpokládá, že je nosili někteří centurioni a praporčíci, aby tak vynikli nad ostatními vojáky.

## Tvar přilby
Rozlišuje se více druhů přilby Galea, které se liší pouze detaily. Vzhled přilby se postupem času měnil, ale k větší změně došlo až počátkem 2. století n. l. Rané typy přileb Galea byly podobné Coolusům a ještě neměly svou charakteristickou výzdobu a dlouhý chránič krku. Chrániče lící byly na pantech a zavazovaly se šňůrkou odspodu. Koncem Augustovy doby se přilba stala více ozdobenou, když přibylo měděné lemování a měděné klíny. Přilba obsahovala i stínítko (kšilt), nad kterým se nacházely dekorace ve tvaru listů a měděné chrániče uší. Na vrcholu přilby byl držák na pevný chochol, který se nosil při slavnostních příležitostech, výjimkou byli pouze centurion a option, kteří chochol nosili i během boje. Přilba měla dále v čelní části háček na zavěšení. Kolem poloviny 1. století se ze zatím nevysvětlených příčin stal chránič krku skoro horizontální. Existují určité důkazy, že přilba měla zespodu i výstelku.
Kromě pěchotních typů existovaly i jezdecké Galey, které měly v 1. století charakteristické znaky, jako například dekorace ve tvaru vlasů, nebo lícnice, které pokrývaly i uši. Existovala i tzv. Galea italica, která se od standardní Galey odlišovala bohatými měděnými vzory na přilbě, lícnicí a odlišným držákem. Italica byla pravděpodobně oblíbená u praetoriánské gardy.
Auxiliární (pomocné) sbory nosily měděné, nezdobené přilby Galea. Začátkem 2. století přibylo tzv. Traianovo křížové zesílení na vrchu helmy, jako odezva na legendární dácký obouruční meč, falx (srp). Tyto srpovité meče byly pro Římany velmi nebezpečné, protože je s nimi Dákové sekali do hlavy a helma tento nápor nevydržela. Kromě křížového zesílení se změnila i dekorace přilby. Kšilt se stal hrubší, lícnice neměly po bocích výstupky a namísto listového ornamentu se používal motiv luny. V takové podobě přilby vydržely po celé 2. století. Není známý žádný držák na chochol, což značí, že se od slavnostního chocholu upustilo. Není známo, jak si připínali chocholy centurioni a optioni.
Také se vyvinula nová jezdecká přilba, která měla mohutné lícnice (stále zakrývala i uši), výrazný, vpředu zašpičatělý kšilt s velkým křížovým zesílením, které obsahovalo toulce na volný chochol. Auxiliární Galey neprošly žádnou významnou změnou, pouze k nim přibylo křížové zesílení.
Za dob Marca Aurelia (161–180) se vyvinul nový typ, Galea italica-Niedermormter. Ta nahradila předchozí výše popisovaný typ. Překvapující je, že tento typ neobsahoval křížové zesílení. Od klasické italicy se lišil svou mohutností, velkou hlavovou částí, výrazným kšiltem, hranatějšími lícnicemi a neuvěřitelně dlouhým chráničem krku. Rovněž obsahoval měděné vzory. Tento typ se používal i ve 3. století, ačkoli se nevylučuje, že se v pěchotě používaly i výše zmíněné jezdecké typy.
Ve 3. století se objevily hlavně nezdobené typy s dlouhým chráničem krku a výrazným křížovým zesílením; to byl poslední typ přilby Galea. Koncem 3. století přilbu Galea vystřídaly nové, hřebenové přilby perského typu, které byly jednodušší na výrobu a určitě i levnější. Také se upustilo od tradiční legionářské uniformy; koncem 4. století se začaly používat zcela odlišné. Galea se považuje za nejimpozantnější římskou přilbu.